# پیتر بارسا
پیتر ویلیام بارکا (زاده ۷ اوت ۱۹۵۵) یک سیاستمدار دموکرات آمریکایی اهل کنوشا، ویسکانسین است. او چهاردهمین منشی وزارت درآمد ویسکانسین (۲۰۱۹–۲۰۲۴) در مدیریت فرماندار تونی اورز بود. او کاندیدای مجلس نمایندگان ایالات متحده در حوزه اول کنگره ای ویسکانسین در سال ۲۰۲۴ است. او قبلاً در طول کنگره ۱۰۳ (۱۹۹۳–۱۹۹۵) نماینده منطقه بود.
بارسا همچنین ۹ دوره در مجمع ایالتی ویسکانسین خدمت کرد و از سال ۲۰۱۱ تا ۲۰۱۷ به عنوان رهبر طبقه دموکرات انتخاب شد. بین دوره‌های کاری خود در مجمع، او به عنوان مدیر منطقه ای غرب میانه اداره تجارت کوچک ایالات متحده در دوران ریاست جمهوری بیل کلینتون خدمت کرد.